# Nicolas Winding Refn
Nicolas Winding Refn (ur. 29 września 1970 w Kopenhadze) – duński reżyser, producent filmowy i scenarzysta.

## Życiorys
Urodził się w Kopenhadze, w 1981 wyjechał do Stanów Zjednoczonych. W 1993 ukończył American Academy of Dramatic Arts.
Zasiadał w jury konkursu głównego na 67. MFF w Cannes (2014).

## Filmografia
- 1996: Dealer (Pusher)
- 1999: Bleeder
- 2003: Fear X
- 2004: Pusher II - Krew na rękach (Pusher II)
- 2005: Pusher III - Jestem aniołem śmierci (Pusher III)
- 2008: Bronson
- 2009: Valhalla: Mroczny wojownik (Valhalla Rising)
- 2011: Drive
- 2013: Tylko Bóg wybacza (Only God Forgives)
- 2016: Neon Demon (The Neon Demon)